# BWV
Hệ thống đánh số phổ biến để nhận diện và sắp xếp theo chủ đề các tác phẩm của Johann Sebastian Bach là các số BWV–viết tắt của Bach-Werke-Verzeichnis (tiếng Đức nghĩa là Danh mục tác phẩm của Bach). Tiền tố BWV đi kèm theo một con số ngày nay được chấp nhận và sử dụng phổ biến để nhận diện nhanh các tác phẩm của Bach; ví dụ, tác phẩm Nhạc lễ cung Si thứ được ký hiệu là BWV 232. Các tác phẩm được cho là chưa hoàn chỉnh hay còn nghi ngờ về tác giả tại thời điểm đánh số được liệt kê trong BWV Anhang (Phụ lục BWV), và được nhận diện bằng các số BWV Anh.
Các số BWV được nhà âm nhạc học người Đức Wolfgang Schmieder ấn định trong danh mục tác phẩm của Bach xuất bản vào năm 1950 có tên đầy đủ là Thematisch-systematisches Verzeichnis der musikalischen Werke von Johann Sebastian Bach (Danh mục theo chủ đề-hệ thống các tác phẩm âm nhạc của Johann Sebastian Bach). Đôi khi số BWV còn được gọi là số Schmieder (ví dụ S. 232). Kể từ năm 1950, danh mục này đã được Schimeder cập nhật một số lần.